# 鈴見敦
鈴見敦是日本漫畫家，以少年漫畫作品《Venus Versus Virus》而成名。

## 作品列表

### 漫畫
- 《Venus Versus Virus》連載（全8冊）
- 《退魔放牛班》連載（全1冊）
- 《淘氣雨神蘇拉》連載（全2冊）
- 《ナイトメア・ゴー・ラウンド》（ヤングガンガン）
- 《BLOODY LITTLE CIRCUS》（季刊GELATIN）
- 《東京闇鴉》「月刊少年エース連載中）

### 小說插圖
- ハイブリッド学園 2-3（織田兄第著・MF文庫J）
- はなひな（阪本良太著・スーパーダッシュ文庫）
- ぴ ぴ ぴ!（神代明著・スーパーダッシュ文庫）
- 魔女學生會長（ 魔女の生徒会長 日日日著・MF文庫J）
- 迷界のアマリリス（和田賢一著・HJ文庫）

## 外部連結
- （日語）Acid Salt（作者的個人網站） （页面存档备份，存于）